# تیوپنتال سدیم
تیوپنتال سدیم (به انگلیسی: Thiopental)
رده درمانی: داروی هوشبری ، باربیتورات
اشکال دارویی: آمپول

## موارد مصرف
تیوپنتال به‌طور عمده برای القای بیهوشی عمومی و به تنهایی به عنوان بیهوش کننده وریدی در اعمال جراحی کوتاه مدت که حداقل تحریکات دردناک را دارند، مصرف می‌شود. همچنین به عنوان داروی کمکی به همراه سایر بیهوشی‌کننده‌ها و برای ایجاد خواب در حین بیهوشی متعادل همراه با داروهای دیگر مانند داروهای ضد درد با شل‌کننده‌های عضلانی به کار می‌رود. تیوپنتال ممکن است در مقادیر کم همراه با داروهای مخدر و نیتروس اکساید برای ادامه بیهوشی در اعمال جراحی طولانی مدت به کار رود. تیوپنتال به صورت مصرف کوتاه مدت جهت کنترل حالتهای تشنجی طی بیهوشی استنشاقی یا پس از آن بی‌حسی موضعی یا سایر علل مصرف می‌شود.
تیوپینال در درمان افزایش فشار داخل جمجمه‌ای در صورتی که وضعیت تنفسی بیمار به اندازه کافی کنترل شده باشد، مصرف می‌گردد و نیز ممکن است برای کاهش فشار داخل جمجمه‌ای طی استفاده از بیهوش‌کننده‌های استنشاقی مصرف شود.
تیوپنتال به منظور نارکوآنالیز در اختلالات روانی به کار می‌رود. تیوپنتال با مقادیر مصرف زیاد برای جلوگیری از کاهش اکسیژن وایسکمی مغز پس از وارد شدن آسیب به سر و سایر موارد مشابه مصرف شده‌است.

## مکانیسم اثر
یک باربیتورات سریع الاثر با طول اثر کوتاه است. باربیتوراتها بر گیرنده گابا در سیستم عصبی مرکزی موثرند. با اتصال به گیرنده GABAA و افزایش فعالیت گابا بر گیرنده‌ها همانند بنزودیازپینها اما با شدت بیشتری موجب تسهیل ورود یون کلر می‌شوند.

## عوارض جانبی
افت فشار خون ، ضعف عضله قلبی (دپرسیون میوکارد)، آریتمی قلبی، اسپاسم عروقی و ایست تنفسی. در منع مصرف پورفیری دارد. در مابین دهه های ۱۹۵۰ تا ۱۹۹۰ از این دارو در ۴۸۰ هزار مورد خودکشی در سرتاسر جهان گزارش شده بود که ۴۰ درصد آنها موفقیت آمیز بودند.